# هاجر ابوالفضل
هاجر ابوالفضل (زادهٔ ۱۱ نوامبر ۱۹۹۳) پزشک و فوتبالیست اهل افغانستان است. در گذشته او کاپیتال تیم ملی فوتبال زنان افغانستان بود و در پست هافبک بازی می‌کرد. وی از سال ۲۰۰۹ تا ۲۰۱۷ به مدت ده سال در این تیم به عنوان بازیکن فعالیت کرد.

## جایزه
هاجر ابوالفضل بازی جایزه جهانی استفاده «شجاعانه از ورزش» را بدست آورد او برای بدست آوردن این جایزه با سه تن دیگر رقابت کرد.
هاجر ابوالفضل مسوول تیم فوتبال بانوان " توانا " است و نیز در سال ۲۰۱۶ به عنوان سفیر جوان سازمان ملل متحد لقب گرفت.